# Преображеновский сельсовет (Амурская область)
Преображе́новский сельсове́т — упразднённое муниципальное образование со статусом сельского поселения в составе Завитинского района Амурской области. 
Административный центр — село Преображеновка.

## История
10 ноября 2005 года в соответствии с Законом Амурской области № 88-ОЗ муниципальное образование наделено статусом сельского поселения.
Упразднён в январе 2021 года в связи с преобразованием муниципального района в муниципальный округ.

## Население
| 2002 | 2010 | 2011 | 2012 | 2013 | 2014 | 2015 |
| ---- | ---- | ---- | ---- | ---- | ---- | ---- |
| 507  | ↘421 | ↘417 | ↘411 | ↘399 | ↘382 | ↘373 |
| 2016 | 2017 | 2018 |      |      |      |      |
| ↘351 | ↘333 | ↘309 |      |      |      |      |

## Состав сельского поселения
| № | Населённый пункт | Тип населённого пункта       | Население |
| - | ---------------- | ---------------------------- | --------- |
| 1 | Валуево          | село                         | ↘112      |
| 2 | Дея              | железнодорожная станция      | →22       |
| 3 | Преображеновка   | село, административный центр | ↘175      |